# Pisodonophis
Pisodonophis es un género de peces anguiliformes de la familia Ophichthidae.

## Especies
Se reconocen las siguientes especies:
- Pisodonophis boro
- Pisodonophis cancrivorus
- Pisodonophis copelandi
- Pisodonophis daspilotus
- Pisodonophis hijala
- Pisodonophis hoeveni
- Pisodonophis hypselopterus
- Pisodonophis semicinctus
- Pisodonophis zophistius